# نيدرهاوسبيرغين
نيدرهاوسبيرغين (بالفرنسية: Niederhausbergen)‏ هي بلدية تقع في إقليم الراين الأسفل من منطقة ألزاس في شمال شرق فرنسا. تبلغ مساحة هذه المدينة 3.06 (كم²)، يبلغ عدد سكانها 1381 نسمة حسب إحصاء المعهد الوطني للإحصاء والدراسات الاقتصادية سنة 2009 م. وترأس Jean-Luc Herzog البلدية خلال فترة (2008–2015).

## وصلات خارجية
- صفحة البلدية على موقع المعهد الوطني للإحصاء والدراسات الاقتصادية (بالفرنسية)